# Seleção Belizenha de Basquetebol
A Seleção Belizenha de Basquetebol é a equipe que representa Belize em competições internacionais de Basquetebol. É gerida pela Belize National Basketball Association, filiada a Federação Internacional de Basquetebol desde 1973.

## Ligações Externas
- Sítio da Federação Nacional